# Piletocera batjianalis
Piletocera batjianalis là một loài bướm đêm trong họ Crambidae.